# Robert Wells (Boxer)
Robert Wells (* 15. Mai 1961 in London) ist ein ehemaliger britischer Boxer im Superschwergewicht (+ 91 kg).
Robert Wells ist der Sohn des Boxers William Robert „Billy“ Wells, der 1968 an den Olympischen Spielen teilnahm und den 9. Platz im Schwergewicht erreichte.
Robert Wells trainierte im Kingston Amateur Boxing Club und wurde 1984 Englischer Meister, wobei er im Finale Everett McLean bezwang. Anschließend nahm er an den 23. Olympischen Sommerspielen 1984 in Los Angeles teil, wo er die Bronzemedaille gewann. Er besiegte dabei Viliami Pulu aus Tonga durch K. o. in der ersten Runde, unterlag jedoch im Halbfinale dem Italiener Francesco Damiani durch Ringrichterabbruch in Runde 3.
In den Jahren 1986 und 1989 bestritt er fünf Profikämpfe in London, Tallinn und Moskau, von denen er drei gewann.